# Филатов, Олег Васильевич
Олег Васильевич Филатов (1926—1995) — советский промышленный деятель, директор ЛОЭП «Светлана». Дважды Герой Социалистического Труда (1976, 1986). Лауреат Государственной премии СССР.

## Биография
Родился 7 января 1926 года в Ленинграде.
Участник Великой Отечественной войны (стрелок-радист). С августа 1944 года воевал в составе 12-го гвардейского бомбардировочного авиационного полка, в составе экипажа на самолете Ли-2 совершил 19 успешных боевых вылетов. В одном из вылетов, когда самолет был сбит, успел дать сообщение и последним покинул самолет. Был награждён орденом Красной Звезды. После войны продолжал службу в армии, в мае 1951 года был демобилизован.
Вернулся в родной город. Работал приемщиком военной техники в контрольно-приемном аппарате управления ВМФ. Одновременно окончил 10 классов вечерней школы.
С 1956 года работал на заводе имени Ф. Энгельса, входящем в состав Ленинградского объединения электронного приборостроения «Светлана». Был инженером, мастером, заместителем начальника цеха, начальником ОТК. В 1959 году окончил Северо-Западный заочный политехнический институт, получил специальность инженера-электрика. В том же году был назначен на должность директора завода. В 1969 году возглавил объединение «Светлана». Под руководством О. В. Филатова на «Светлане» осуществлялся выпуском сложной вакуумной техники СВЧ-диапазона, был налажен выпуск новых классов электронных приборов. Он создал новую модель связи науки с производством на основе научно-производственных комплексов по отдельным направлениям электронной техники, сократив в 2-3 раза цикл «разработка — освоение — серийный выпуск».
В 1975 году в объединении была разработана первая в стране 16-разрядная настольная ЭВМ на МДЛ-БИС и первый микрокалькулятор, в 1976 году — первая одноплатная микро-эвм, в 1979 года — однокристальная 16-разрядная микро-эвм (С5-01, С5-02, С5-21, С5-21М, С5-41(?)). Разрабатывались новые приборы традиционных направлений: генераторные и модуляторные лампы, рентгеновские трубки, СВЧ-приборы. Внедрялись новые технологические процессы: порошковая металлургия, лазерная и плазменная обработка металлов. Объединение «Светлана» во многом ориентировалось на выпуск продукции для военно-промышленного комплекса.
Руководил объединением «Светлана» 19 лет.
Член КПСС. Был делегатом от Ленинградской партийной организации XXV съезда Коммунистической партии Советского Союза.
Умер 20 сентября 1995 года.

## Награды
- Дважды Герой Социалистического Труда — Указы Президиума ВС СССР о награждении золотыми медалями «Серп и Молот» от 29.03.1976 и 07.01.1986.